# Пространство имён (программирование)
Пространство имён (англ. namespace) — некоторое множество, под которым подразумевается модель, абстрактное хранилище или окружение, созданное для логической группировки уникальных идентификаторов (то есть имён).
Идентификатор, определённый в пространстве имён, ассоциируется с этим пространством. Один и тот же идентификатор может быть независимо определён в нескольких пространствах. Таким образом, значение, связанное с идентификатором, определённым в одном пространстве имён, может иметь (или не иметь) такое же значение, как и такой же идентификатор, определённый в другом пространстве. Языки с поддержкой пространств имён определяют правила, указывающие, к какому пространству имён принадлежит идентификатор (то есть его определение).
Например, Андрей работает в компании X, а ID (сокр. от англ. Identifier — идентификатор) его как работника равен 123. Олег работает в компании Y, а его ID также равен 123. Единственное (с точки зрения некой системы учёта), благодаря чему Андрей и Олег могут быть различимы при совпадающих ID, это их принадлежность к разным компаниям. Различие компаний в этом случае представляет собой систему различных пространств имён (одна компания — одно пространство). Наличие двух работников в компании с одинаковыми ID представляет большие проблемы при их использовании, например, по платёжному чеку, в котором будет указан работник с ID 123, будет весьма затруднительно определить работника, которому этот чек предназначается.
В больших базах данных могут существовать сотни и тысячи идентификаторов. Пространства имён (или схожие структуры) реализуют механизм для сокрытия локальных идентификаторов. Их смысл заключается в группировке логически связанных идентификаторов в соответствующих пространствах имён, таким образом делая систему модульной. Ограничение видимости переменных может также производиться путём задания класса её памяти.
Операционные системы, многие современные языки программирования обеспечивают поддержку своей модели пространств имён: используют каталоги (или папки) как модель пространства имён. Это позволяет существовать двум файлам с одинаковыми именами (пока они находятся в разных каталогах). В некоторых языках программирования (например, C++, Python) идентификаторы имён пространств сами ассоциированы с соответствующими пространствами. Поэтому в этих языках пространства имён могут вкладываться друг в друга, формируя дерево пространств имён. Корень такого дерева называется глобальным пространством имён.

## Границы
В языках программирования одним из способов задания границы пространства имен может быть использование т. н. области видимости.

## Использование в языках

### C++
Пространство имён определяется блоком инструкций:
```
namespace
 
foo
 
{

  
int
 
bar
;

}

```

Внутри этого блока идентификаторы могут вызываться именно так, как они были объявлены. Но вне блока требуется указание имени пространства имён перед идентификатором. Например, вне namespace foo идентификатор bar должен указываться как foo::bar. C++ содержит некоторые другие конструкции, делающие подобные требования необязательными. Так, при добавлении строки
```
using
 
namespace
 
foo
;

```

в код, указывать префикс foo:: больше не требуется.
Ещё пример:
```
namespace
 
Namespace12

{

  
int
 
foo
=
0
;

}

void
 
func1
()

{

  
using
 
namespace
 
Namespace12
;

  
// теперь все имена из пространства имён Namespace12 будут видны здесь без дополнительных префиксов

  
++
foo
;

}

void
 
func2
()

{

  
// а тут имя нужно уточнить:

  
Namespace12
::
foo
 
=
 
42
;

}

```

Код, не объявленный явным образом в пространстве имён, подразумевается объявленным в глобальном пространстве имён.
Разрешение пространств имён в C++ иерархично. Это означает, что в гипотетическом пространстве имён еда::суп, идентификатор курица будет обозначать еда::суп::курица (если пространство существует). Если не существует, то тогда он указывает на еда::курица (если это пространство существует). Если и это пространство не существует, то курица ссылается на идентификатор в глобальном пространстве.
Зачастую пространства имён в C++ используются для избежания коллизий имён
```
namespace
 
{

  
int
 
a
;

  
void
 
f
()
 
{
 
/*...*/
 
}

  
int
 
g
()
 
{
 
/*...*/
 
}

}

```

Нельзя осуществить доступ из одной единицы трансляции к члену анонимного пространства имён из другой единицы.
Хотя пространства имён широко используются в современном коде, большая часть старого кода не имеет подобных возможностей. Например, вся стандартная библиотека языка C++ определена внутри namespace std, но до стандартизации многие компоненты первоначально были определены в глобальном пространстве.
Также можно сделать видимым не всё пространство, а отдельные имена внутри него, например:
```
namespace
 
foo
 
{

  
int
 
bar
;

  
int
 
somelse
;

}

int
 
main
 
()
 
{

 
using
 
foo
::
bar
;
 
//Делает видимым только bar, somelse невидим!

 
return
 
0
;

}

```

### Java
Идея пространств имён воплощена в Java-пакетах. Весь код определён внутри пакета, причём этот пакет не нуждается в явно заданном имени. Код из других пакетов доступен при префиксном указании имени пакета перед соответствующим идентификатором, например, класс String в пакете java.lang может быть вызван как java.lang.String (данный способ известен как полное имя класса). Как и в C++, Java предлагает конструкцию, делающую необязательным указание имя пакета (import). Тем не менее, некоторые особенности (как, например, отражение) требуют от программиста использования полного имени.
В отличие от C++, пространства имён в Java не являются иерархически упорядоченными из-за синтаксиса самого языка. Тем не менее, пакеты именуются в иерархическом стиле. Например, все пакеты, начинающиеся с java, являются частью платформы Java — пакет java.lang содержит базовые классы языка, а java.lang.reflect содержит базовые классы, специфичные для отражения (рефлексии).
В языке Java (так же, как и в Ада, C# и других языках) пространства имён/пакеты отражают семантические категории кода. Например, в C# namespace System содержит код, реализуемой системой (платформа .NET). Как именно определяются эти категории и какова глубина иерархии — зависит от самого языка.

#### Область видимости
Функция и класс могут быть определены как неявное пространство имён, сложно связанное с видимостью, доступностью и периодом жизни объекта.

### C#
В языке C# существуют пространства имён, употребление аналогично C++.

### Python
В Python идея пространств имён реализована в модулях. (Так же, как и в пакетах Java)

### JavaScript
Несмотря на отсутствие формальной поддержки пространств имён, их легко реализовать при помощи объектной концепции языка:
```
var
 
NameSpace_1
 
=
 
{};

var
 
NameSpace_2
 
=
 
new
 
Object
();
 
//два пространства имен

NameSpace_1
.
a
 
=
 
100
;

NameSpace_2
.
a
 
=
 
"Земляника"
;
    
//Переменные a - у каждого свои

with
(
NameSpace_1
)
      
//Указываем пространство имен по умолчанию

{

 
a
 
+=
 
10
;

 
NameSpace_2
.
a
 
+=
 
a
;
   
//Переменная a пространства имен NameSpace_2 окажется равной "Земляника110"

}

```

### XML
В XML спецификация пространств XML имён определяет уникальность имён элементов и атрибутов в документе, аналогично роли пространств имён в языке программирования. При помощи пространств имён XML-документы могут содержать имена элементов или атрибутов из более чем одного словаря XML.
```
<rdf:RDF

  
xmlns:rdf=
"http://www.w3.org/1999/02/22-rdf-syntax-ns#"

  
xmlns:foaf=
"http://xmlns.com/foaf/0.1/"

  
xmlns:rdfs=
"http://www.w3.org/2000/01/rdf-schema#"
>

  
<foaf:Person
 
rdf:about=
"#JW"
>

…

```

xmlns (XML Namespace) — пространство имен XML. Подключаются RDF (для создания документа RDF), FOAF и RDF Schema (формат оформления RDF).
FOAF — это тоже пространство RDF документа, поэтому проверяется его оформление согласно словарю (правилам, спецификации) RDF.

### PHP
Начиная с версии 5.3.0 в PHP введено понятие пространства имён.
```
<?php

namespace
 
my\name
;
 
// определим новое пространство имён

class
 
MyClass
 
{}

function
 
myfunction
()
 
{}

const
 
MYCONST
 
=
 
1
;

$a
 
=
 
new
 
MyClass
;
 
// вызов внутри пространства my\name

$c
 
=
 
new
 
\my\name\MyClass
;
 
// используем полное имя, включающее название пространства имён

$d
 
=
 
new
 
\globalClass
;
 
// обращение к классу из глобального пространства имён

?>

```

Важный момент. Директива namespace должна быть первой строкой кода в файле. Исключение составляет ключевое слово declare, которое может предшествовать директиве namespace. Не допускается даже вывод HTML перед первой конструкцией «<?php».
Описание синтаксиса есть на официальном сайте проекта PHP.

### Common Lisp
В стандартном синтаксисе Common Lisp имеются табличные пространства имён, реализуемые через систему пакетов. Для использования идентификатора (символа) необходимо указать его полное название: название пакета, двоеточие и название самого символа.
В Allegro Common Lisp реализовано нестандартное расширение Common Lisp — иерархические пространства имён, в котором пакеты разделяются точкой в стиле Java, а идентификатор от пакетов отделяется двоеточием. Также возможны обращения к смежным узлам в иерархии пространств имён с помощью указания относительных путей через две точки. Пространства имён в Common Lisp являются динамическими — они создаются, наполняются и уничтожаются во время выполнения программы, хотя преимущественно применяется декларативная форма их описания с помощью формы defpackage.

### PureBasic
В PureBasic 5.20, была введена поддержка пространства имён, реализованная в виде модулей. Пространство имён определяется блоком команд Module и EndModule и не зависит от расположения в исходных файлах. Это значит что в одном файле, могут быть несколько модулей, или наоборот — код модуля может быть разделен на несколько файлов. По умолчанию, все пространство модуля скрыто и чтобы сделать видимым отдельные его элементы, их необходимо объявить в специальном блоке команд DeclareModule / EndDeclareModule. Все что не объявлено в этом блоке, не доступно вне пределов модуля, и попытка доступа приведет к сообщению компилятора о нарушении прав доступа.
```
DeclareModule
 
Count

  
x
=
0
 
; Public elements

  
Declare
 
Counter
()

EndDeclareModule

Module
 
Count

  
y
=
0
 
; Private elements

  
Procedure
 
Counter
()

    
y
+
1

    
ProcedureReturn
 
y

  
EndProcedure

EndModule

Count:
:
x
 
=
 
10
 
; Запись числа в переменную (для примера).

Debug
 
Count
::
Counter
()
 
; Вызов процедуры используя имя модуля.

UseModule
 
Count
 
; Отображение модуля в текущее пространство.

Debug
 
Counter
()
 
; Доступ к открытым (Public) элементам без указания имени модуля.

UnuseModule
 
Count
 
; Отмена действия UseModule.

```

Для доступа элементам модуля из другого модуля или глобального пространства, необходимо указать имя модуля и его элемент, например: Count::x. Так же можно использовать команду UseModule, которая позволяет отобразить все видимые элементы модуля в текущее пространство. Её действие отменяет команда UnuseModule. Нужно отметить что одновременно возможно отобразить видимые элементы нескольких модулей, при условии что при этом не возникнет конфликта имен.
Допустим что в проекте есть модули с именами x, y и z.
```
UseModule
 
x

UseModule
 
y

; Код.

UseModule
 
z

; Еще код.

UnuseModule
 
y

; Еще код.

UnuseModule
 
x

UnuseModule
 
z

```

Этот пример показывает что возможно отобразить в текущее пространство несколько модулей, а также то, что не важна последовательность отображения элементов модулей и его отмены.

## Эмуляция пространств имён
В языках программирования без собственной поддержки пространств имён пространства могут эмулироваться расширением, используя соглашения о наименовании идентификаторов. Например, библиотеки языка Си, такие как Libpng, часто используют фиксированный префикс для всех функций и переменных, являющийся частью их внешнего интерфейса. Libpng поддерживает внешние идентификаторы, такие как:
png_create_write_struct
png_get_signature
png_read_row
png_set_invalid
Это дает обоснованную гарантию того, что идентификаторы будут уникальны и таким образом могут быть использованы в больших программах без опасения коллизии имен идентификаторов.
К недостаткам эмуляции пространств имён можно отнести:
- Отсутствие нормального учёта вложенных пространств; идентификаторы становятся чересчур длинными.
- Программисты или организации могут использовать резко несовместимые соглашения о наименовании, тем самым потенциально провоцируя большую запутанность.
- Сложные операции или операции запроса над группами идентификаторов, основанных на пространствах имён, в которых они объявлены, обрабатываются слишком неоптимально или вообще невыполнимы.
- Все вызовы идентификаторов должны на самом деле осуществлять с полным именем пространств[англ.]. Языки с непосредственной поддержкой пространств имён обычно предоставляют программисту возможность предварительно объявлять, что они хотят использовать некоторые (а то и все) идентификаторы в программе только из одного пространства, которые они впоследствии могут использовать без указания принадлежности к пространству.